# Nabeul (stad)
Nabeul of Nabul (Arabisch: نابل, Nābul) is een kustplaats in het oosten van Tunesië, gelegen aan de Golf van Hammamet (een zijarm van de Middellandse Zee) ten oosten van Tunis. Er wonen ongeveer 60.000 mensen (2005). Bij de volkstelling van 2014 steeg dit aantal naar 73.128 inwoners
Nabeul werd in de 5e eeuw v.Chr. als Neapolis ('nieuwe stad') gesticht door Grieken uit Cyrene.
Dankzij de gunstige ligging aan zee is Nabeul een populaire toeristenbestemming. De stad geldt als centrum van de Tunesische pottenbakkerij en keramiekkunst. In de omgeving worden citrusvruchten, snijbloemen en wijnstokken verbouwd. Vanaf het kleine stadscentrum leidt een kilometerslange weg de bezoeker naar een van de talrijke zandstranden nabij de stad.
Tussen Nabeul en Bir Bou Rekba loopt de Cap Bon-lijn, een spoorlijn in meterspoor.

## Externe links

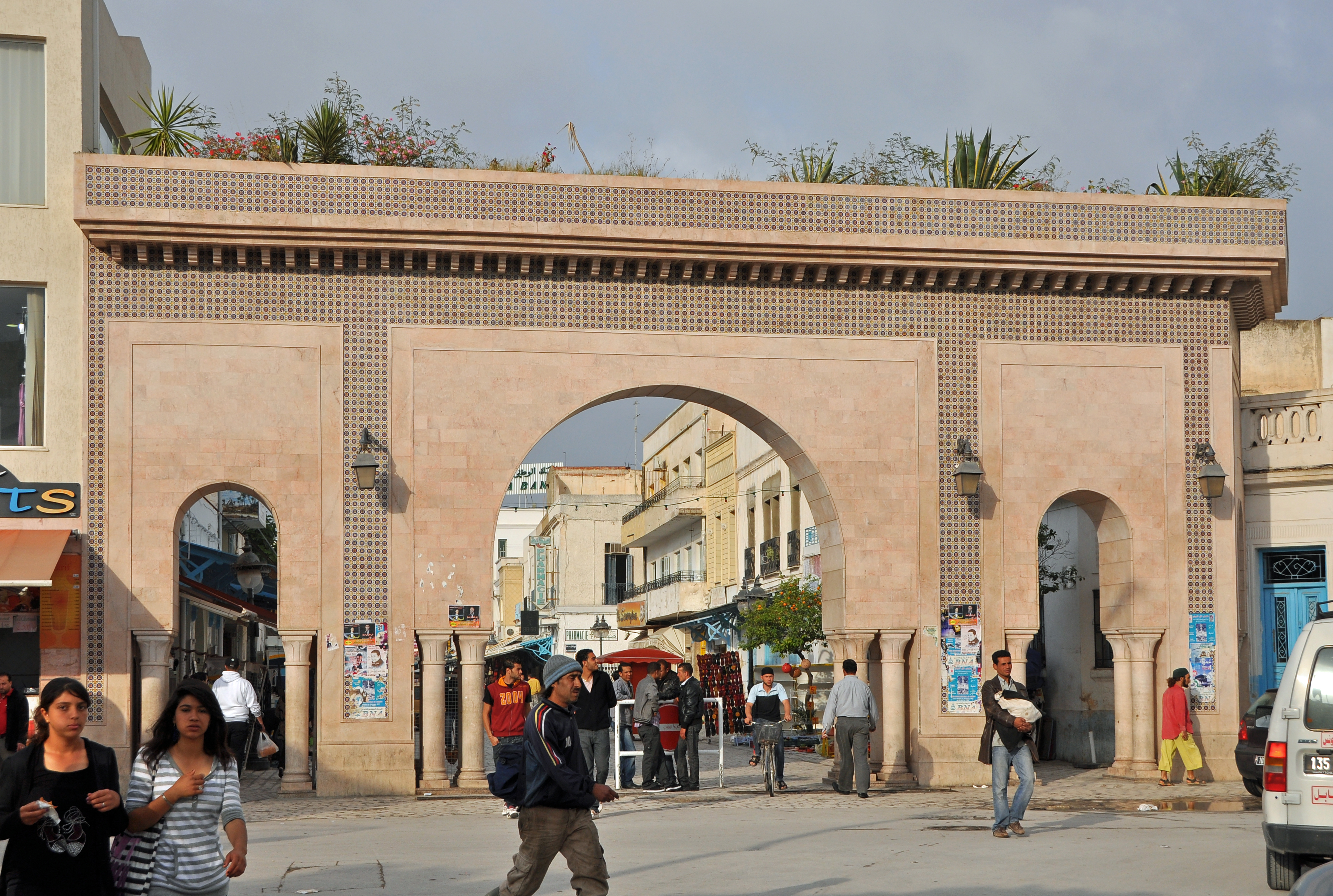
Poort van de oude stad
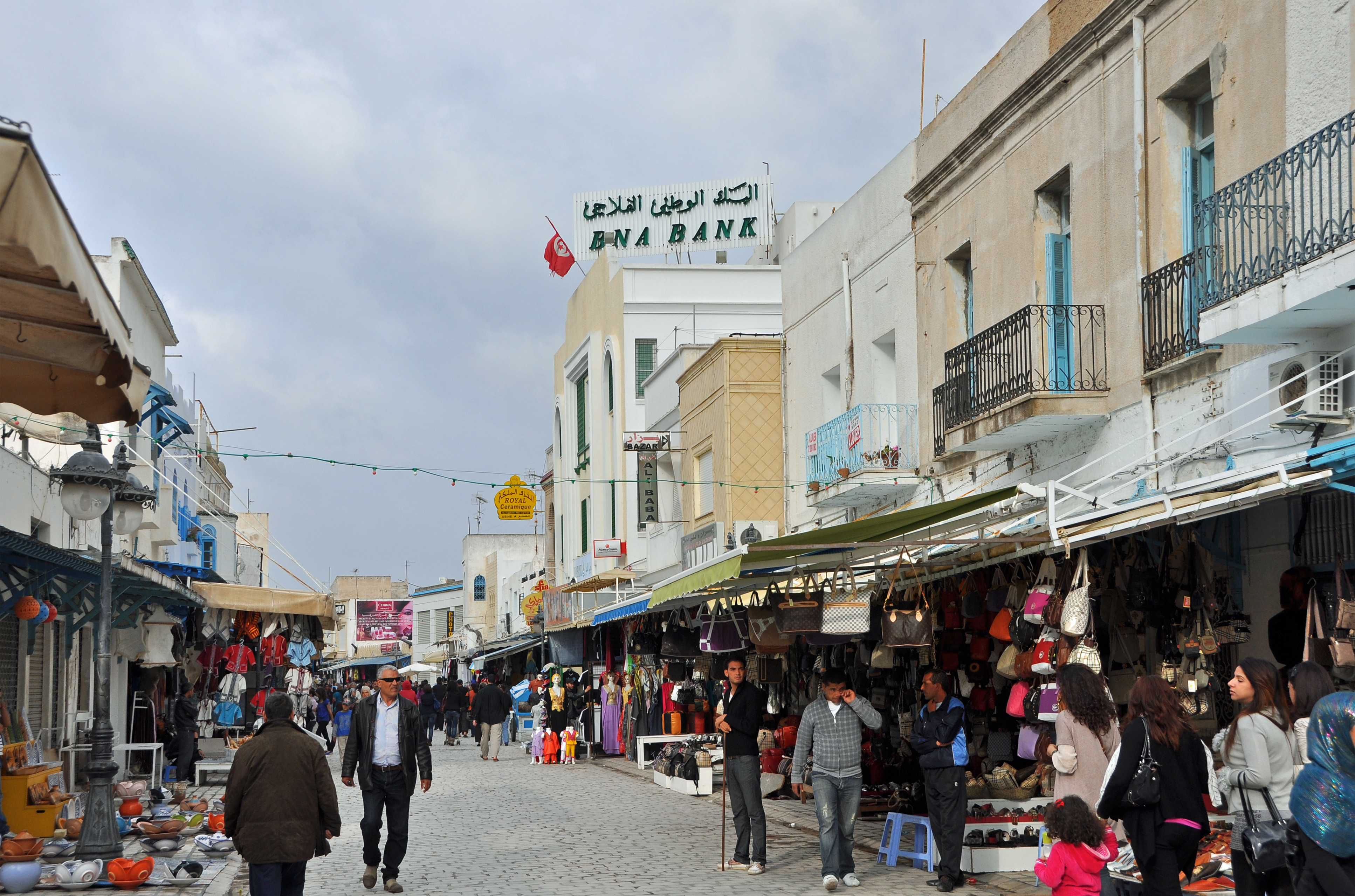
Hoofdstraat van de oude stad
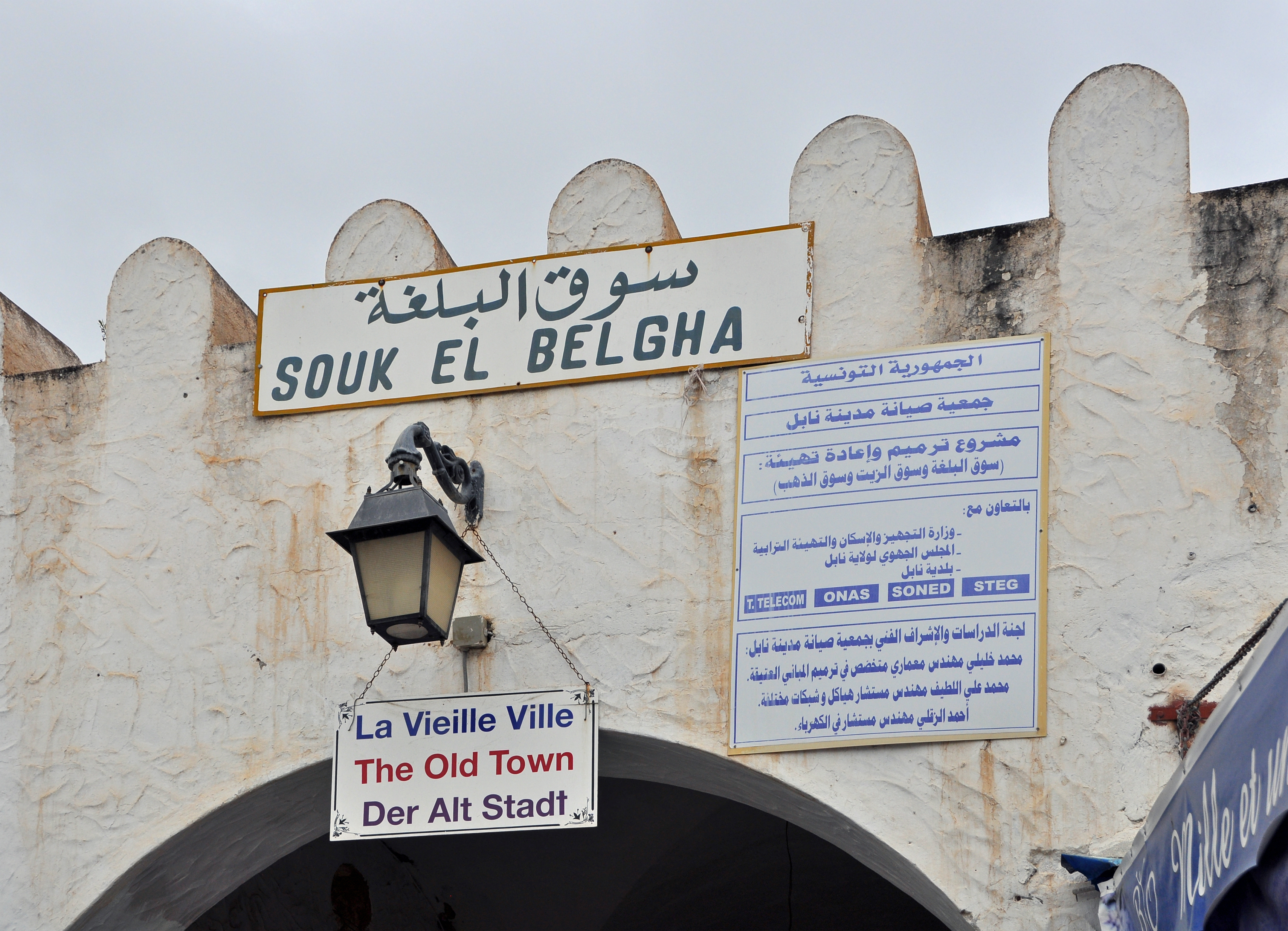
Toegang tot de soek (detail)
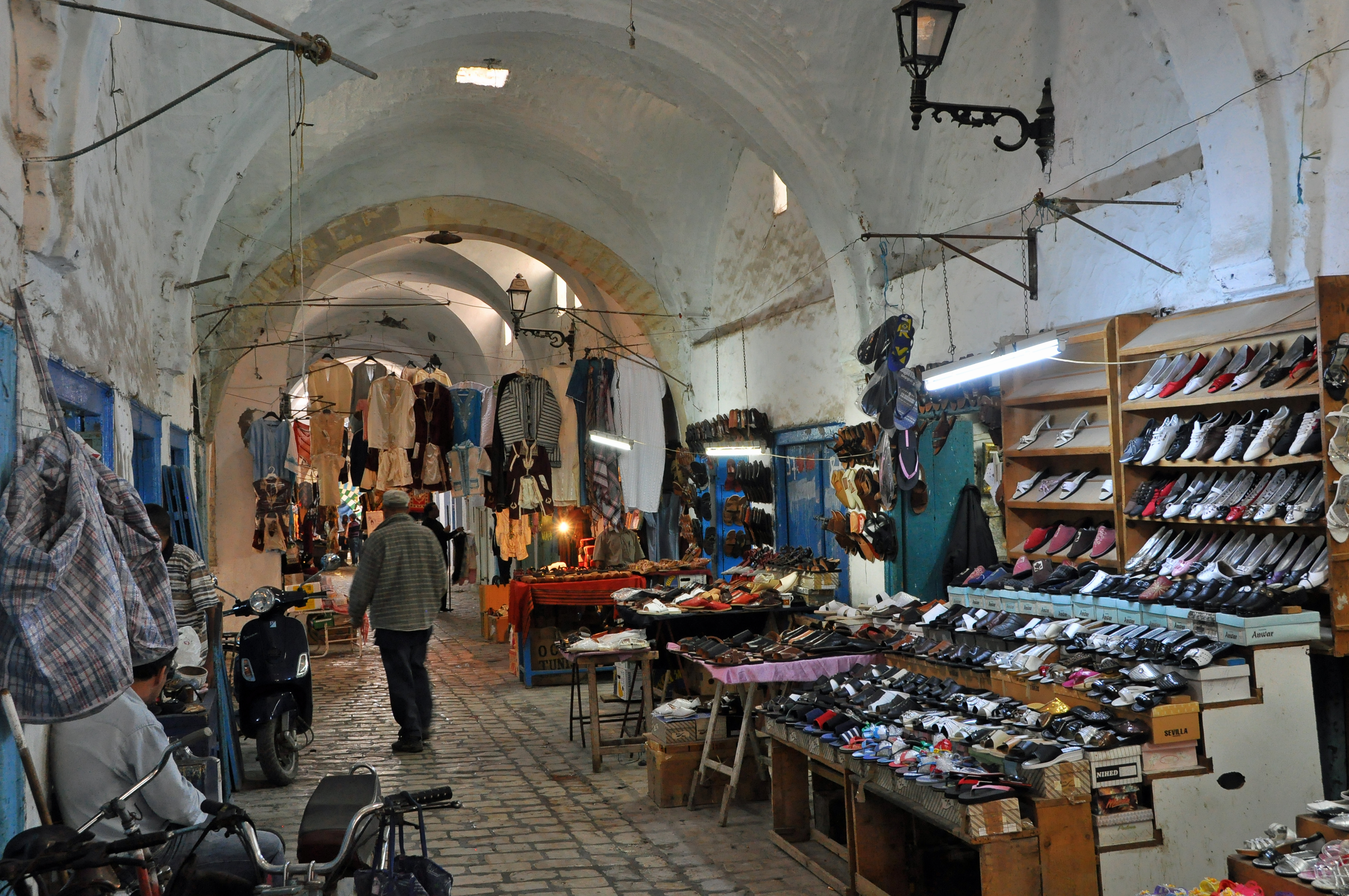
De soek

## Stedenband
- Seto, Japan[1]